# Syagrus amara
Pour les articles homonymes, voir Mocho.
Espèce
Syagrus amara est une espèce de plantes de la famille des Arecaceae (les palmiers).
Au titre de la Liste rouge de la flore vasculaire,  cette espèce est classée :
- en Guadeloupe dans la catégorie vulnérable
- en Martinique dans la catégorie en danger.
Il s'agit d'une espèce déterminante pour l'établissement des Zones naturelles d'intérêt écologique, faunistique et floristique.

## Dénominations
Ce palmier est appelé « Yattahou » et « Coco nain » à la Dominique, « Petit coco de bois » en Guadeloupe, « Petit coco » en Martinique. À Montserrat il est appelé « Mocho ».

## Galerie

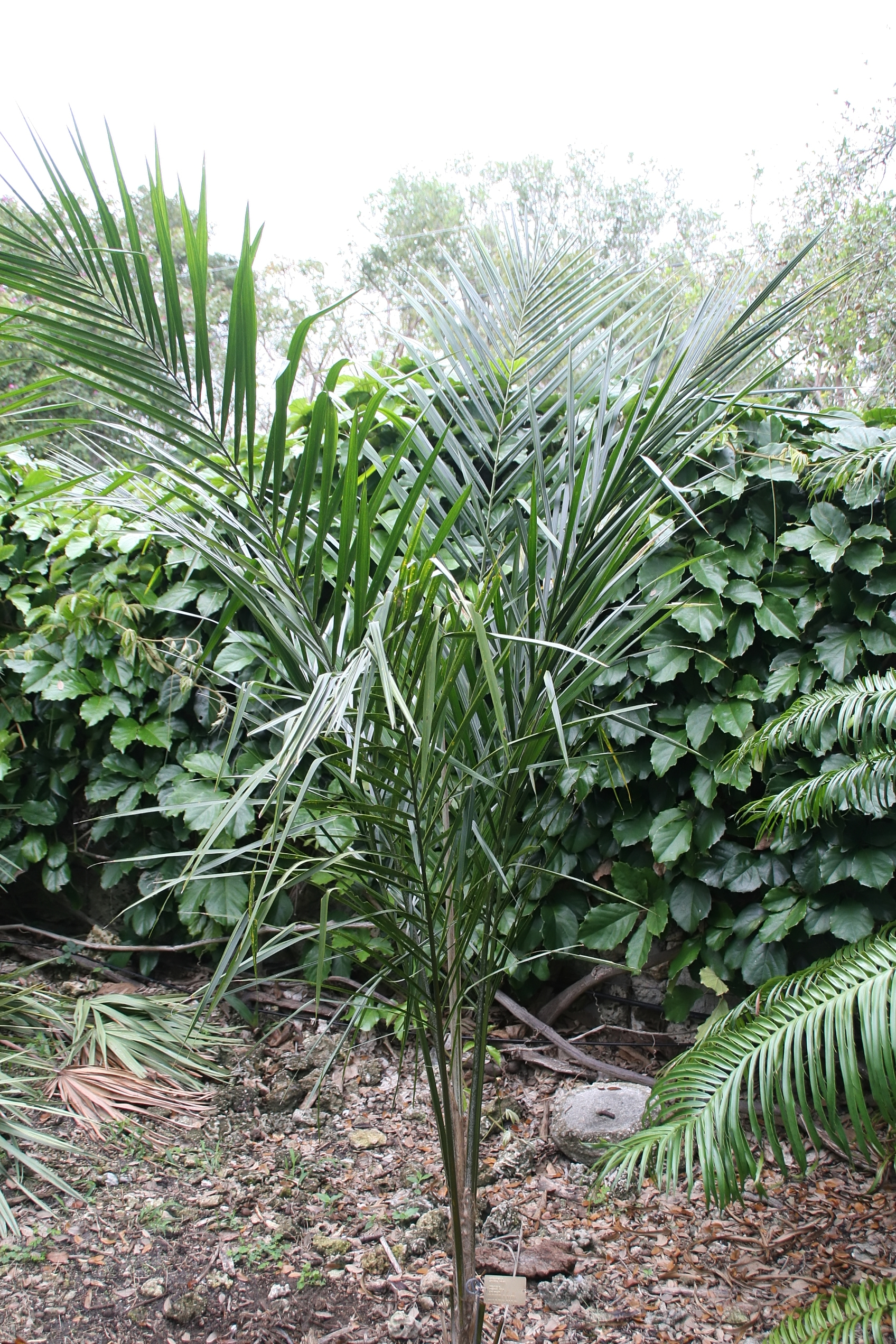
Syagrus amara, jeune sujet.
Graines de Syagrus amara (muséum de Toulouse).

## Systématique
Le nom correct complet (avec auteur) de ce taxon est Syagrus amara (Jacq.) Mart..
L'espèce a été initialement classée dans le genre Cocos sous le basionyme Cocos amara Jacq..
Syagrus amara a pour synonymes :
- Calappa amara (Jacq.) Kuntze
- Cocos amara Jacq.
- Rhyticocos amara (Jacq.) Becc.